# Piotraszewo (gmina)
Piotraszewo – dawna gmina wiejska istniejąca w latach 1946–1954 w woj. olsztyńskim (dzisiejsze woj. warmińsko-mazurskie). Siedzibą władz gminy było Piotraszewo.
Gmina Piotraszewo powstała po II wojnie światowej na terenie tzw. Ziem Odzyskanych. 28 czerwca 1946 roku jako jednostka administracyjna powiatu lidzbarskiego gmina weszła w skład nowo utworzonego woj. olsztyńskiego. Według stanu z 1 lipca 1952 roku gmina była podzielona na 13 gromad: Bieniewo, Bzowiec, Gronowo, Mawry, Piotraszewo, Poborowo, Praslity, Rogiedle, Różyn, Smolajny, Urbanowo, Wolnica i Zagony.
Gmina została zniesiona 29 września 1954 roku wraz z reformą wprowadzającą gromady w miejsce gmin. Jednostki nie przywrócono 1 stycznia 1973 roku po reaktywowaniu gmin.